# Soldatski bal
Soldatski bal prvi je studijski album bosanskohercegovačkog pop rock sastava Plavog orkestra, koji izlazi 1985., a objavljuje ga diskografska kuća Jugoton. 
Po prodanoj tiraži je bio album godine. Singlovi skinuti s ovog albuma su Suada, Medena curice, Bolje biti pijan nego star, Good bye teens, Kad mi kažeš paša, Šta će nama šoferima kuća i Soldatski bal. 
Sve pjesme je napisao Saša Lošić, osim pjesme Suade, kojoj je suautor Mladen Pavičić, a album je producirao Husein Hasanefendić, iz sastava Parni valjak. Ironično, iako se Plavi orkestar često svrstava pod novi primitivizam, pjesma Suada je, prema Lošinim riječima, bila svojevrsna parodija pokreta.
Snimljen u siječnju 1985. godine, i izdan nešto poslije, album je dospio na top ljestvice već u prvoj polovici godine. S preko 500 000 prodanih kopija, ovo je najprodavaniji jugoslavenski album svih vremena. Uspjeh je uzdignuo grupu 21-godišnjakâ do slave, te su postali popularni osobito među tinejdžericama.
Omot albuma dizajnirao je Bojan Hadžihalilović, a inspiriran je omotom albuma Beatlesovog Sgt. Pepper's Lonely Hearts Club Band. Na njemu su prikazani članovi Plavog orkestra okruženi sa sedam tajnika Saveza komunističke omladine Jugoslavije, te još 49 osoba iz povijesti jugoslavenskih naroda te njihovog javnog života. Među njima su i: Petar Petrović Njegoš, Ivo Lola Ribar, Bata Živojinović, Lepa Brena, Vuk Karadžić, Slavko Štimac, Miroslav Krleža, Oliver Mandić, Mirza Delibašić, itd.
Tekstovi pjesama su inspirirani Lošinim iskustvima u vojsci. Vojni rok je služio u Bitoli od rujna 1983. do rujna 1984. Na albumu gostuju i brojni poznati glazbenici, a to su: Nada Obrić, Aki Rahimovski (Parni valjak), Jura Stublić (Film), Peđa D'Boy (Dʼ Boys), Ivan Fece Firči (EKV), Marina Perazić, Dragoš Kalajić, Jovan Ćirilov.

## Izvođači
- Saša Lošić (Loša) - vokal
- Mladen Pavičić - gitara
- Admir Ćeramida (Ćera I.) - bubnjevi
- Samir Ćeramida (Ćera II.) – bas